# Wilhelm Guilemonthanus
Wilhelm Guilemonthanus (Guillemot) (ur. ?, zm. 1606) – drukarz, założyciel oficyny drukarskiej w Gdańsku. Założona przezeń w 1605 firma była drugą - po oficjalnej drukarni Rady Miasta - drukarnią w Gdańsku. Zlokalizowana była u wylotu ul. Zbytki w budynku bramy miejskiej zwanej Ketterhager łączącej Główne Miasto ze starym Przedmieściem.
Drukarnię Guilemonthanusa po jego śmierci przejęła jego owdowiała żona. Jeszcze w 1606 wydrukowała w niej m.in. Nowy Testament (po polsku). W 1608 wyszła za mąż powtórnie, za dotychczasowego jej faktora - Andrzeja Hünefelda, który przez małżeństwo z wdową przejął prawa właścicielskie do drukarni. Hünefeld doprowadził firmę do rozkwitu, sprowadzając czcionki, inicjały i inne zasoby typograficzne i zdobnicze prawdopodobnie w znacznej części z Antwerpii. Przez ponad trzy następne stulecia firma, zmieniając jedynie właścicieli i kierowników, odgrywała znaczącą rolę w życiu kulturalnym i naukowym Gdańska.